# Turu Rizzo
Arturo (Turu) Rizzo (* 13. März 1894 in Sliema, Malta; † 23. Mai 1961) war ein maltesischer Wasserballspieler und Freiwasserschwimmer.

## Leben und Karriere
Rizzo stellte im Laufe seines Lebens mehrere Ausdauerweltrekorde im Wassertreten, also im Schwimmen auf der Stelle ohne Hilfsmittel, auf. Seinen ersten Rekord sicherte er sich 1926, als er 24 Stunden lang ohne Unterbrechung schwamm. Diesen Weltrekord konnte er insgesamt dreimal verbessern, zuletzt 1930 auf 68 Stunden. Der Rekord hatte 50 Jahre bestand, ehe er 1980 von Rizzos Enkel Albert Rizzo überboten wurde.
Bei den Olympischen Sommerspielen 1928 in Amsterdam war Rizzo Teil der maltesischen Wasserballmannschaft. Das Team verlor im Viertelfinale gegen Frankreich mit 16 zu 0 und belegte am Ende den fünften Platz.
1933 versuchte Rizzo, als erster Mensch von Sizilien nach Malta zu schwimmen, musste das Unternehmen jedoch wegen schlechten Wetters drei Meilen vor dem Ziel, Malta war schon in Sicht, abbrechen. Die volle, 54 Meilen lange Strecke wurde erst 1985 von Rizzos Landsmann Nicky Farrugia bewältigt.
Auch in seinen späteren Jahren blieb Rizzo dem Ausdauersport treu, so unternahm er etwa einmal eine 28-stündige Wanderung, die ihn ohne Unterbrechung durch sämtliche Städte Maltas führte.
Rizzo arbeitete als Sportlehrer am Malta Lyceum und gilt als einer der maltesischen Pioniere der Physiotherapie. In der maltesischen Stadt Gzira ist eine Straße nach ihm benannt. 2004 wurde er in die Hall of Fame des Malta Olympic Committee aufgenommen.